# Nikolaos Syllas
Nikolaos „Nikos“ Syllas (griechisch Νικόλαος „Νίκος“ Σύλλας; * 30. November 1914 in Kallimasia auf der Insel Chios; † 17. August 1986) war ein griechischer Diskuswerfer, Teilnehmer bei Olympischen Spielen, mehrfacher griechischer Meister und mehrfacher Inhaber des Landesrekords.

## Titel und Platzierungen
- Balkanspiele 1932 in Athen: Sieger mit 42,08 m (griechischer Rekord)
- Griechische Meisterschaften 1934 (Πανελλήνιοι αγώνες): Sieger mit 44,13 m (griechischer Rekord)
- Balkanspiele 1934 in Zagreb: Sieger mit 48,54 m (griechischer Rekord, 10. beste Weite in Europa und die 13. weltweit)
- Olympische Spiele 1936 in Berlin: Sechster mit 47,75 m[2]
- Im selben Jahr erreichte er in Stockholm 49,35 m

- Achtmal Sieger bei den Balkanspielen von 1932 bis 1940 mit einer Unterbrechung[3]

- 1937 und 1939 Sieger bei den British Athletics Championships[4]

- 1939: Bei einem Wettkampf im September erreichte er mit 52,38 m seine persönliche Bestmarke. Alle 6 Würfe gingen über 50 Metern. Der damalige Weltrekord von Willy Schröder lag bei 53,10 m.

- Europameisterschaften 1946 in Oslo: Vierter mit 47,96 m
- Olympische Spiele 1948 in London: Siebter mit 47,25 m[5]
- Europameisterschaften 1950 in Brüssel: Siebter mit 47,14 m
- Olympische Spiele 1952 in Helsinki: Neunter mit 48,99 m[6]